# 巴西阿雷格里港圣殿
巴西阿雷格里港圣殿（英语：Porto Alegre Brazil Temple）是耶穌基督後期聖徒教會的第102个圣殿，坐落在巴西南里奥格兰德州阿雷格里港 Vila Jardim 区的山上，从东面俯瞰城市、河流和港口。1998年5月2日开工兴建，2000年12月17日，戈登‧兴格莱（Gordon B. Hinckley）会长主持奉献仪式。
阿雷格里港圣殿的外墙使用白色花岗岩，尖顶顶部是莫罗尼天使雕塑。总面积10,700平方英尺（990平方）, 内有教仪室和印证室各2个。
阿雷格里港圣殿是20世纪最后一座奉献的圣殿。